# Принимай нас, Суоми-красавица

Грампластинка «Принимай нас, Суоми-красавица»

«Принима́й нас, Суо́ми-краса́вица» — советская песня 1939 года, посвящённая событиям советско-финской войны 1939—1940 годов. Музыка братьев Покрасс, слова Анатолия д’Актиля. В 1940 году исполнение песни было приостановлено постановлением ЦК ВКП(б) в ряду других предвоенных песен. Тем же постановлением слово «самураи» в песне о «Трёх танкистах» было заменено словами «вражья стая».

## Текст
Сосняком по откосам кудрявится

Пограничный скупой кругозор.

Принимай нас, Суоми-красавица,

В ожерелье прозрачных озёр!

Ломят танки широкие просеки,

Самолёты кружат в облаках,

Невысокое солнышко осени

Зажигает огни на штыках.

Мы привыкли брататься с победами

И опять мы проносим в бою

По дорогам, исхоженным дедами,

Краснозвёздную славу свою.

Много лжи в эти годы наверчено,

Чтоб запутать финляндский народ.

Раскрывайте ж теперь нам доверчиво

Половинки широких ворот!

Ни шутам, ни писакам юродивым

Больше ваших сердец не смутить.

Отнимали не раз вашу родину —

Мы приходим её возвратить.

Мы приходим помочь вам расправиться,

Расплатиться с лихвой за позор.

Принимай нас, Суоми-красавица,

В ожерелье прозрачных озёр!— 

## История
Первым тему того, что песня была написана до начала войны, поднял Виктор Суворов в своей работе «День М», отмечая её в ряду других советских произведений, предположительно, созданных по указанию руководства СССР «про запас», до начала войн, во время которых они затем использовались для агитации и пропаганды. Содержание этих произведений явно не соответствует войнам по сезону и характеру: летне-осенняя тематика и действия в глубине Финляндии в произведениях времён начала Советско-финской войны, зимняя тематика и западноевропейский театр военных действий в произведениях времён начала Великой Отечественной войны). 
Известно, что в августе 1939 года Нарком обороны Климент Ворошилов отдал приказ № 0061 (подписанный также и начальником Главпура Львом Мехлисом) о заблаговременном выпуске прессы и агитматериалов «для освобождаемых территорий» на финском языке. По версии Сергея Юрьенена, Главпур перед войной специально командировал советских поэтов и писателей в район предстоящих боевых действий, что видно и по точности описания в песне скупого карельского пейзажа в летний период.
Согласно журналистскому расследованию обозревателя «Новой газеты» Сергея Баймухаметова, песня должна была объяснить цели и задачи начавшейся военной кампании и дать уверенность в скором успешном её окончании. Одним из основных художественных образов песни была персонификация Финляндии в виде красивой девушки с именем Суоми (самоназвание страны):
Принимай нас, Суоми-красавица,

В ожерелье прозрачных озёр!
Время действия песни — осень, хотя война началась лишь в последний день осени, 30 ноября, когда в Финляндии уже вовсю зима:
Невысокое солнышко осени

Зажигает огни на штыках.
Сергей Баймухаметов утверждает, что получил «через интернет» от знакомого музыковеда из США «уникальную пластинку», датированную августом 1939 года, и делает из этого вывод, что нападение на Финляндию было запланировано на осень, о чём было заранее известно авторам. Сторонники версии о том, что песня была написана после нападения на Финляндию, пытались доказать, что это пластинка 1940 года, ссылаясь на некие списки Ленмузтреста, согласно которым пластинка якобы была выпущена в 1940 году. Однако петербургскому журналисту и коллекционеру Борису Метлицкому также удалось разыскать сохранившуюся в частной коллекцию пластинку августа 1939 года. Вероятно, практически все пластинки, кроме единичных экземпляров, купленных иностранными дипломатическими сотрудниками в СССР и попавших на Запад, были уничтожены по указанию цензуры до марта 1940 года, после того как стало ясно, что война пошла по иному сценарию, чем планировалось лидерами СССР.
Кроме «Принимай нас, Суоми-красавица», на пластинках в 1939 году вышла песня «Раскинулись ели широко», в которых пелось о победах Красной армии и крахе Маннергейма и его режима («советское войско идёт и идет», «Маннергейм — англо-финский подлец. Два дня как сидит без обеда» и т. п.), которую также предали забвению за непопулярность финской войны среди советского населения. В начале марта 1940 года был подписан мирный договор с Финляндией, и песни на тему финской войны потеряли актуальность — их перестали транслировать по радио, и никто не стал бы в 1940 году выпускать пластинки на тему прошлогодней давности.

## Оценки
Ветеран советско-финской войны Эдуард Гюннинен, воевавший в составе «Армии Куусинена», также подтверждавший, что песня была записана до начала войны, назвал её «танково-самолётно-штыковой оккупационной идиллией». 
По оценке журналиста Сергея Юрьенена, песня была спета «ссученным обоеполым лагерным голоском запредельной смердяковской подлости».